# Sylvester Turner
Pour les articles homonymes, voir Turner.
Sylvester Turner, né le 25 septembre 1954 à Houston (Texas) et mort à Washington le 5 mars 2025, est un homme politique américain, membre du Parti démocrate. Il est maire de Houston de 2016 à 2024. Il est élu du 18e district du Texas à la Chambre des représentants des États-Unis du 3 janvier 2025 jusqu'à son décès.

## Biographie
Sylvester Turner est né le 27 septembre 1954 à Houston au Texas, sixième d'une famille de neuf enfants. Il a été élevé dans la communauté d'Acres Homes au nord-ouest de Houston par son père, peintre commercial, et sa mère, femme de chambre au Rice Hotel. Après avoir terminé ses études de droit, Sylvester Turner a rejoint le cabinet d'avocats Fulbright & Jaworski. En 1983, il a fondé son propre cabinet, Barnes & Turner. Il a été professeur adjoint à la Thurgood Marshall School of Law et chargé de cours au South Texas College of Law et aux programmes de formation juridique continue de la faculté de droit de l'université de Houston. 
Il reste durant vingt-cinq ans un élu démocrate au Chambre des représentants du Texas, du 10 janvier 1989 au 1er janvier 2016. Élu maire de Houston le 12 décembre 2015, il entre en fonction le 2 janvier 2016. Il est réélu le 14 décembre 2019.
En novembre 2022, Sylvester Turner a révélé qu'au cours de l'été, on lui avait diagnostiqué un cancer des os, pour lequel il avait subi une intervention chirurgicale et reçu six semaines de radiothérapie. 
Le 5 novembre 2024, il est élu représentant du 18e district du Texas avec 69,4 % des voix face à la candidate républicaine Lana Centonze.
Sylvester Turner est décédé le 4 mars 2025 à l'âge de 70 ans dans un hôpital de Washington, DC.